# Luchthaven Mitiga Internationaal
Luchthaven Mitiga Internationaal (IATA: MJI, ICAO: HLLM) is een luchthaven 11 km ten oosten van Tripoli, Libië. Het is zowel een vliegveld voor publieke als militaire doeleinden vanaf 1995. Er worden zowel binnenlandse vluchten (Benghazi, Misratah) als internationale vluchten (Istanboel, Aleppo) aangeboden.
Tijdens de Koude Oorlog was het een militaire basis voor zowel de VS (tot 1970) als de Sovjet-Unie (1975-1995).